# Bokutachi wa Sekai wo Kaeru Koto ga Dekinai. But, we wanna build a school in Cambodia.
Bokutachi wa Sekai wo Kaeru Koto ga Dekinai. But, we wanna build a school in Cambodia., noto anche col titolo We Can't Change the World. But, We Wanna Build a School in Cambodia. è un film del 2011 diretto da Kenta Fukasaku e tratto dal romanzo autobiografico Bokutachi wa Sekai wo Kaeru Koto ga Dekinai di Kōta Hada. Protagonisti del film sono gli attori Osamu Mukai, Tōri Matsuzaka, Tasuku Emoto e Masataka Kubota.
Il film è stato distribuito nei cinema giapponesi il 23 settembre 2011. In quattro settimane di programmazione ha incassato un totale di 3.334.273 dollari statunitensi.

## Trama
Agosto, 2005. Kota Tanaka è uno studente al secondo anno di medicina. Kota trascorre i suoi giorni con gli amici Tadashi e Masayuki, ma non si sente completamente appagato dalla sua vita e sente che gli manca qualcosa.
Un giorno, per caso, Kota legge un opuscolo che parla di volontariato all'estero nel quale un'organizzazione chiede donazioni per poter costruire una scuola con tetto per i bambini della Cambogia. Il ragazzo, nella speranza di raccogliere fondi, invia un'email a tutti i suoi amici chiedendo loro di effettuare una donazione, ma solo Tadashi, Masayuki e Mitsuru accettano di aiutarlo.
Poiché per costruire la scuola sono necessari 1,5 milioni di yen, i quattro ragazzi si mettono subito al lavoro per recuperare fondi e la raccolta sembra procedere per il meglio avendo loro trovato nel presidente della compagnia IT un donatore sicuro. Intanto Kota fa conoscenza con Kaori, studentessa di infermieristica, dalla quale si sente presto attratto. Dopo una fallimentare serata di beneficenza per la raccolta fondi, Kaori suggerisce al gruppo di visitare la Cambogia.
Giunti in Cambogia i ragazzi restano scioccati nel vedere la situazione in cui versa il paese: grandi quantità di persone malate di AIDS, numerose vittime dei Khmer rossi e bambini che giocano in prossimità di campi minati. Tornati in Giappone i quattro scoprono che la compagnia che li stava sponsorizzando è implicata in uno scandalo di insider trading e che il suo presidente è stato arrestato. Inoltre, Kota vede deteriorare il suo rapporto con Kaori e caduto in depressione si rinchiude in casa.
Quando Kota riceva una lettera scritta in giapponesi da un bambino cambogiano che ha incontrato nel suo viaggio, egli si risente sollevato e decide di dedicarsi nuovamente anima e corpo nella ricerca dei fondi. Alla fine i ragazzi riescono a raccogliere 1,5 milioni di yen e la scuola in Cambogia può così essere costruita. Al momento della cerimonia di apertura della scuola, Kota nota che il bambino che gli aveva scritto non è presente e apprende che la famiglia del bambino non gli permette di frequentare la scuola perché necessita del suo aiuto per lavorare i campi. Kota si reca quindi dai genitori del ragazzo e riesce a convincerli a permettere al giovane di frequentare la scuola del villaggio.

## Produzione

### Riprese
Le riprese del film sono iniziate a Tokyo il 17 ottobre 2010. Le riprese in Cambogia, invece, si sono svolte a metà novembre 2010.